# Katmeteugoa hampsonia
Katmeteugoa hampsonia là một loài bướm đêm thuộc phân họ Arctiinae, họ Erebidae.